# Pacific Oceania
Unter dem Namen Pacific Oceania treten einige Inselstaaten in Ozeanien seit 1995 gemeinsam bei den Mannschaftswettbewerben im Tennis an, dem Davis Cup bei den Herren und dem Billie Jean King Cup bei den Damen.
Die meisten Staaten in Ozeanien sind bevölkerungsarm oder wenig entwickelt. Daher schlossen sich die Mitglieder der Oceania Tennis Federation (OTF) außer Australien und Neuseeland als Pacific Oceania zusammen und stellen gemeinsame Nationalmannschaften auf. Außer den unabhängigen Staaten Ozeaniens sind auch Tennisverbände aus mehreren abhängigen Gebieten beteiligt.
Im Team Pacific Oceania sind die Tennisverbände von Amerikanisch-Samoa, den Cookinseln, Fidschi, Französisch-Polynesien, Kiribati, Mikronesien, Nauru, Neukaledonien (assoziiertes Mitglied der OTF), Norfolk, den Nördlichen Marianen, Palau, Papua-Neuguinea, den Salomonen, Samoa, Tonga, Tuvalu und Vanuatu zusammengeschlossen. Fidschi hatte von 1999 bis 2001 eigene Mannschaften, Guam spielt seit 2018 im Davis Cup und seit 2021 im Billie Jean King Cup mit eigenen Mannschaften.
Im Billie Jean King Cup tritt die Billie-Jean-King-Cup-Mannschaft von Pacific Oceania an, im Davis Cup die Davis-Cup-Mannschaft von Pacific Oceania.